# Piano di unione di Albany
Il piano di unione di Albany fu un piano, poi respinto, per creare un governo unificato per le Tredici colonie. Ideato durante il Congresso di Albany, tenutosi il 10 luglio 1754 ad Albany, New York, il piano fu proposto da Benjamin Franklin, all'epoca leader di spicco della Pennsylvania (aveva 48 anni) e delegato alla conferenza. Franklin, avendo trascorso molto tempo tra gli Irochesi osservando le loro deliberazioni, supplicò i leader coloniali di considerare il suo progetto.
Oltre venti rappresentanti di diverse colonie del Nord Atlantico si erano riuniti per pianificare la loro difesa in relazione alla Guerra franco-indiana (1754-1763), fronte nordamericano della Guerra dei sette anni tra Gran Bretagna e Francia. La riunione fu spinta dalla recente sconfitta di George Washington nella valle dell'Ohio.
Il Piano rappresentava uno dei primi tentativi di unire le colonie "sotto un unico governo per quanto potesse essere necessario per la difesa e altri scopi generali importanti". Sebbene respinto, il Piano di Albany fu un precursore degli Articoli della Confederazione e della Costituzione degli Stati Uniti.

## Antefatti

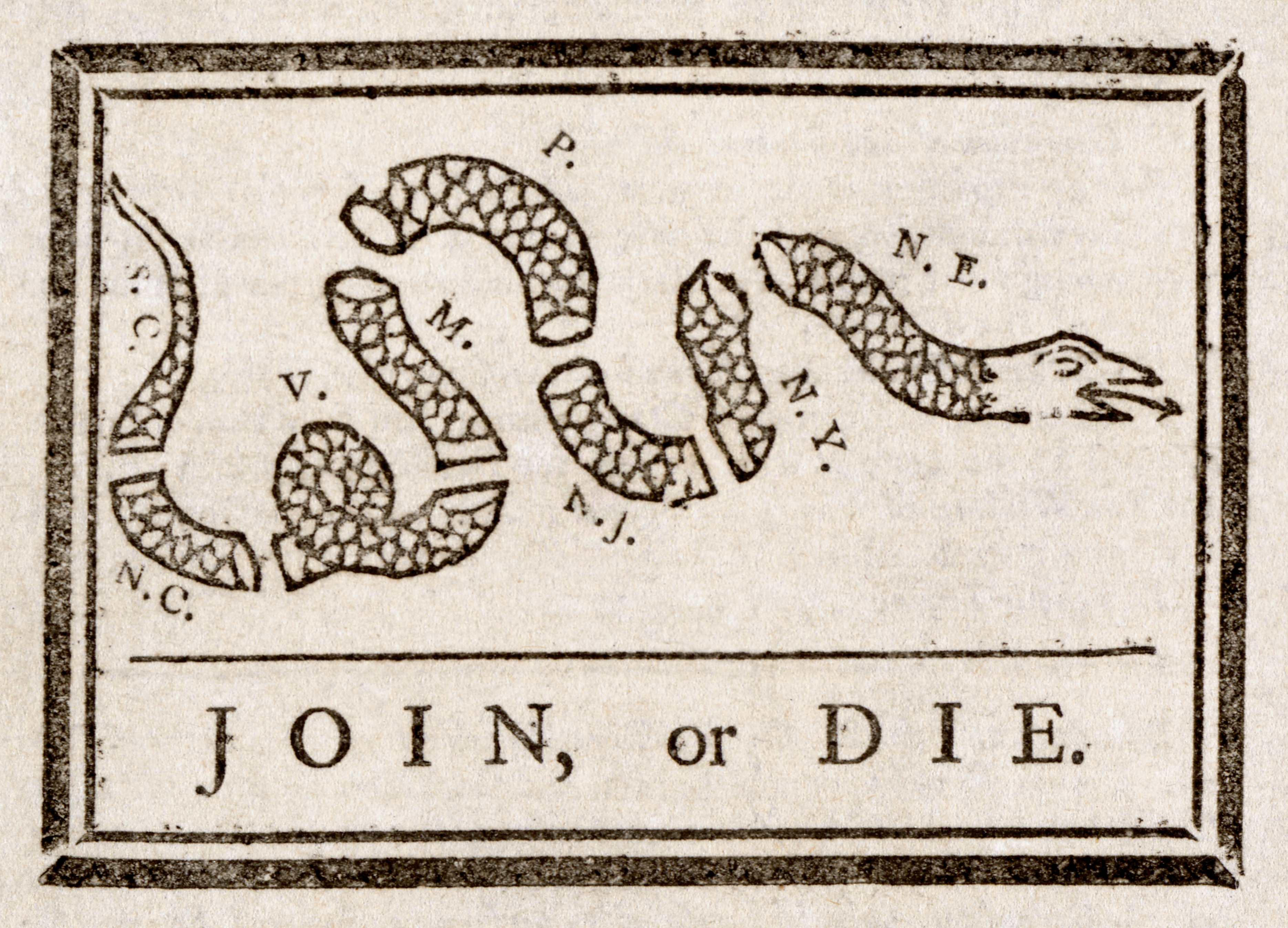
Il Join, or Die attribuito a Benjamin Franklin. Pubblicata il 9 maggio 1754 sul The Pennsylvania Gazette, sosteneva l'unione delle colonie americane a favore del Piano di Albany per l'unione delle colonie.

Il Congresso di Albany discusse il piano. Dopo che un comitato esaminò i diversi piani proposti dai delegati, i suoi membri scelsero quello di Franklin con alcune piccole modifiche. Benjamin Chew, all'epoca giovane avvocato di Dover, Pennsylvania, servì come segretario, e Richard Peters e Isaac Norris, entrambi di Philadelphia, furono tra i membri di questo comitato e della delegazione della Pennsylvania.
Il Piano andava oltre lo scopo originario del Congresso, che era quello di sviluppare un piano di difesa in relazione alle minacce immediate della Francia. Le colonie del nord erano le più preoccupate, poiché condividevano il confine con la Nuova Francia, ma anche le colonie del medio Atlantico erano colpite dalle diverse lealtà di varie nazioni dei Nativi Americani, generalmente legate ai loro commerci con la Francia o la Gran Bretagna. Le colonie del New England e della fascia settentrionale erano state a lungo soggette a incursioni da parte delle colonie francesi durante i periodi di conflitto. Il Piano di Albany fu la prima proposta di unificazione delle colonie a scopo difensivo. Per promuovere il suo piano, Benjamin Franklin realizzò una caricatura politica intitolata Join, or Die (Unisciti o Muori).

## Contenuto
Il piano prevedeva un governo generale amministrato da un Presidente-Generale, nominato e sostenuto dalla Corona, e da un Gran Consiglio formato da delegati nominati dalle (camere basse) delle assemblee coloniali. Secondo il piano, i delegati delle colonie sarebbero stati scelti in proporzione approssimativa alle dimensioni della colonia - da un minimo di due a un massimo di sette per la Virginia e la Baia del Massachusetts - ma ogni colonia avrebbe avuto un solo voto e le decisioni sarebbero state prese all'unanimità. I poteri proposti includevano la stipulazione di trattati, la creazione di eserciti e marine; e, ancora più significativamente, il diritto di tassazione.
Dopo aver discusso le questioni e le obiezioni, il gruppo più ampio di delegati risolse la maggior parte di esse e adottò il Piano. Inviarono copie di lettere a ciascuna delle Assemblee coloniali e al Consiglio del Commercio Britannico a Londra, che aveva originariamente suggerito il Congresso. Le assemblee coloniali e i rappresentanti britannici respinsero il Piano di Albany. Questo rifiuto fu in gran parte dovuto al fatto che entrambe le parti non ottennero ciò che volevano. Le singole assemblee coloniali desideravano avere più indipendenza di quanto prevedesse il Piano, mentre i funzionari britannici ritenevano che concedesse troppa autonomia alle colonie.
Benjamin Franklin scrisse a proposito del rifiuto: "Le assemblee coloniali e la maggior parte del popolo erano di vedute ristrettamente provinciali, reciprocamente gelose e diffidenti di qualsiasi autorità centrale di tassazione." Molti esponenti del governo britannico, già diffidenti nei confronti di alcune assemblee coloniali con un carattere forte, non apprezzavano l'idea di consolidare ulteriormente il potere nelle loro mani. Preferivano che le colonie si concentrassero sulla loro parte nella prossima campagna militare. Il Consiglio del Commercio non chiese mai l'approvazione ufficiale del Piano da parte della Corona. Proposero che i governatori delle colonie, insieme ad alcuni membri dei rispettivi consigli, ordinassero la raccolta di truppe e la costruzione di fortini, da finanziare dal Tesoro della Gran Bretagna. Questo importo sarebbe poi stato rimborsato, e il Parlamento impose una tassa alle colonie per pagare le difese in Nord America.
Nel 1789 Benjamin Franklin disse del piano:
()

## Piani successivi
Il Piano di unione di Galloway, proposto durante il Primo congresso continentale, presentava una sorprendente somiglianza con il Piano di Albany. Fu presentato da lealisti conservatori e rapidamente respinto in favore di proposte più radicali.
Il Secondo congresso continentale redasse gli Articoli della Confederazione, la prima costituzione americana, nel 1777, nel pieno della Rivoluzione americana. Ratificati nel 1781, posero le basi per l'attuale Costituzione degli Stati Uniti.